# David Torn
Pour les articles homonymes, voir Torn.

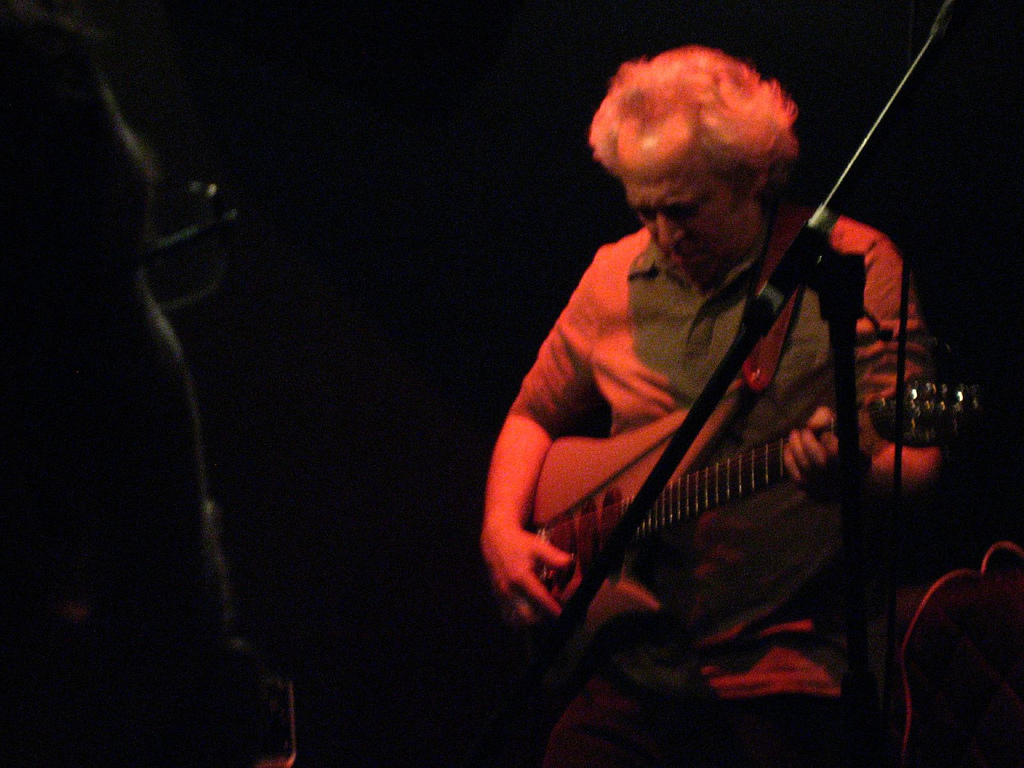
Davis Torn en concert, Londres, 2008

David Torn est un guitariste et compositeur né le 25 mai 1953 à Amityville.
Il est connu en particulier en tant que membre de l'Everyman Band, pour sa participation au groupe de Jan Garbarek, ainsi que pour ses compositions de musique de film.

## Discographie partielle
- Everyman Band — Everyman Band (1982)
- Everyman Band — Without Warning (1985)
- Best Laid Plans (1985) — with Geoffrey Gordon
- Cloud About Mercury (1987) — heavily featuring Bill Bruford, Tony Levin, Mark Isham
- Jan Garbarek and Eberhard Weber — It's OK to Listen to the Gray Voice (1985)
- Door X (1990)
- Karn, Bozzio, Torn — Polytown (1994)
- Earthbeat (1995) — with Bebo Baldan
- Tripping Over God (1995)
- What Means Solid, Traveller? (1996)
- Bruford Levin Upper Extremities (1998)
- Vernon Reid, Elliott Sharp, David Torn — GTR OBLQ (1998)
- splattercell: Textures for Electronica and Film Music (2000)
- B.L.U.E. Nights (2000)
- splattercell: OAH (2001)
- splattercell: AH (2001)
- tonal textures
- pandora's toolbox
- The Order — soundtrack (2003)
- Friday Night Lights — soundtrack (2004)
- Prezens (2007)
- Lars and the Real Girl — soundtrack (2007)
- Chute EP (2010)
- Bunraku — soundtrack (2010)
- Only Sky (ECM, 2015)